# 賈タルグン
賈 タルグン（か タルグン）は、金朝末期からモンゴル帝国初期にかけて活躍した人物。最初期にモンゴル帝国に投降した漢人武将の一人で、砲兵部隊の指揮官としてチンギス・カンの遠征に従ったことで知られる。

## 概要
賈タルグンは冀州出身で、チンギス・カンが華北に進出した時に砲兵を募った時、これに応じてモンゴル軍に加わった人物であった。砲兵としてモンゴル軍に加わった賈タルグンは「四路総押」の称号を授けられ、華北地方では益都攻略に功績を挙げている。その後、金朝遠征が一段落するとチンギス・カンに従ってモンゴル高原まで移住し、更にモンゴル高原西北隅のケムケムジュート（謙謙州、現在のトゥバ共和国）への駐屯を命じられた。同時期にモンゴル高原を訪れた丘処機は『長春真人西遊記』においてケムケムジュートに「漢人の技術者（漢匠）」が千名あまり居住していたことを記録しているが、この「漢匠」たちは賈タルグンと同時期に華北から移住してきた者たちであったとみられている。
1219年（己卯）からは中央アジア遠征にも従軍し、キタイ（契丹）人・ジュシェン（女真）人・タングート人・漢人ら多人種からなる砲兵部隊を率いてオトラル城の攻略に加わった。賈タルグンは城壁を穿って先んじて城中に入りオトラル城の陥落に大きな功績を挙げたことから、元帥に任じられた。
チンギス・カンの没後、新帝オゴデイによる第二次金朝侵攻が始まると、賈タルグンはトルイ率いる右翼軍に属して漢江を渡り、唐州・鄧州・申州・裕州の攻略に従事した。この金朝遠征での功績にとり金紫光禄大夫・総領都元帥に改められ、次いで徐州・邳州の平定に従事したが、1241年（辛丑）に亡くなった。
賈タルグンの死後、その地位は息子のチャウルチ（抄児赤）が継いだ。チャウルチはイェスンゲ（移相哥）・タガチャル（塔察児）ら、東道諸王の軍に属して南宋との戦い従事したものの陣没し、その後は弟の賈六十八が跡を従いだ。